# Kamilla Ogun
Kamilla Odžo Ogun (in russo Камилла Оджо Огун?; Belgorod, 7 maggio 1999) è una cestista russa.

## Carriera
Con la Russia ha disputato i Campionati europei del 2021.